# Rina Monti

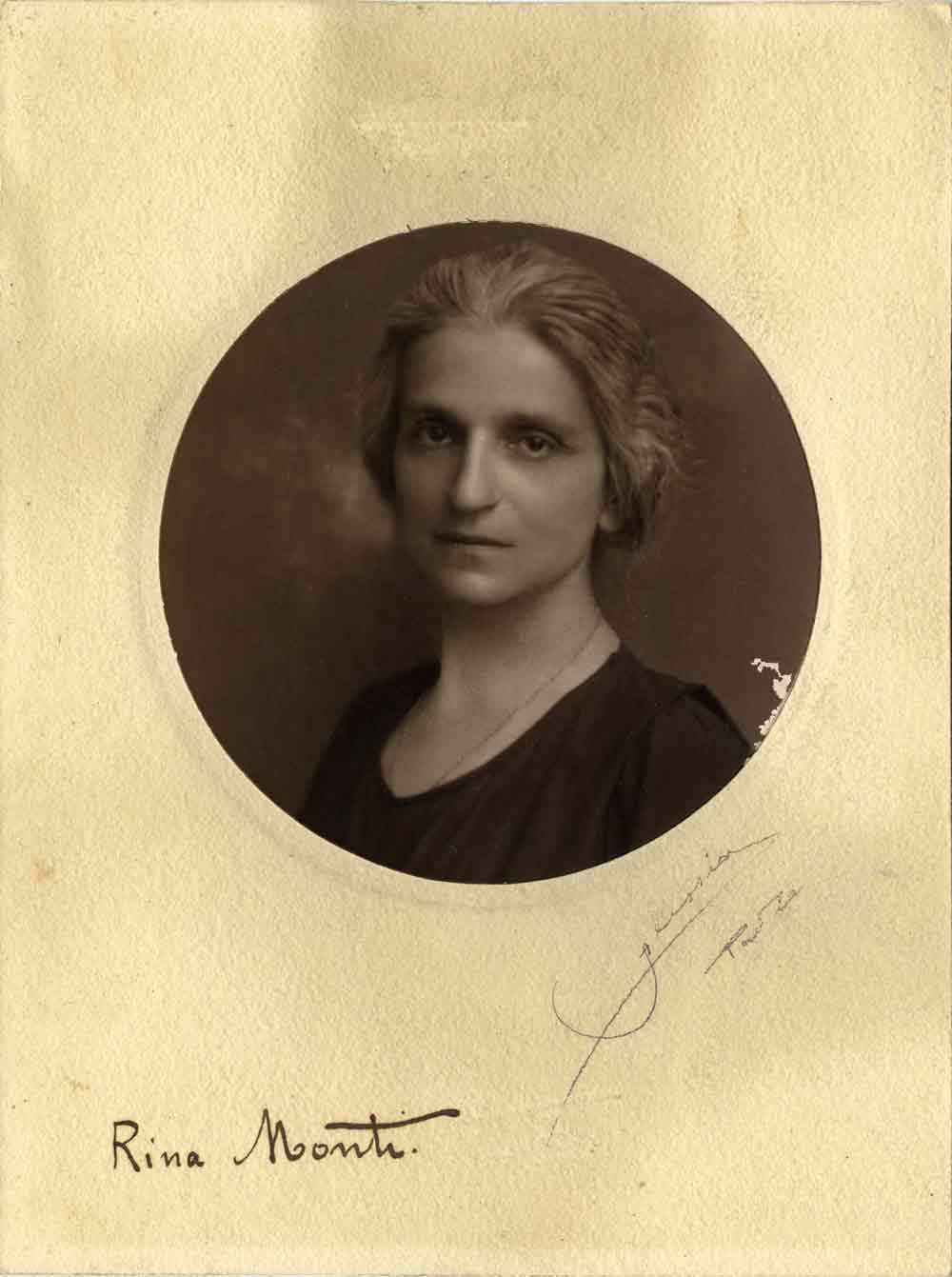
Rina Monti Stella

Cesarina Monti Stella (* 16. August 1871 in Arcisate, Königreich Italien; † 25. Januar 1937 in Pavia, Königreich Italien) war eine italienische Zoologin, Limnologin und Hochschullehrerin. Sie war die erste Frau, die 1907 im Königreich Italien eine Universitätsprofessur erhielt.

## Leben und Werk
Monti war die Tochter des Magistrats Francesco Mapelli und Luigia Mapelli. Nach dem Tod ihres Vaters zog sie mit ihrer Mutter und ihrem Bruder Achille Monti nach Monza, wo sie 1887 das Alessandro-Manzoni-Gymnasium abschloss. Anschließend studierte sie Naturwissenschaften an der Universität Pavia, wo sie ab 1891 in dem neurohistologischen Labor von Camillo Golgi dessen neue mikroskopische Techniken erlernte. Sie erwarb 1892 ihren Abschluss an der Universität Pavia und wurde zur Assistentin des Professors für Mineralogie, Francesco Sansoni (1853–1895), ernannt. Danach forschte sie von 1893 bis 1902 in der Abteilung für vergleichende Anatomie bei Leopoldo Maggi. Im Alter von 28 Jahren erhielt sie 1899 eine Dozentur für vergleichende Anatomie und Physiologie und unterstützte Maggi in der Lehre und in der Leitung der Abteilung. Nach dem Tod von Maggi wurde der Lehrstuhl von Andrea Giardina (1876–1948) übernommen und sie musste ihre Position aufgeben. Sie heiratete 1903 den Geologen Augusto Stella, mit dem sie zwei Töchter bekam.
Im Jahr 1905 wurde sie mit dem Unterrichten von Zoologie und vergleichender Anatomie an der Universität Siena betraut. Sie wurde 1907 als erste Frau im Königreich Italien auf den Lehrstuhl für Zoologie und vergleichende Anatomie der Universität Sassari berufen und 1910 wurde sie zur ordentlichen Professorin befördert. Danach wurde sie 1914 auf den Lehrstuhl für Zoologie in Pavia und 1924 auf den Lehrstuhl für vergleichende Anatomie an der Universität Mailand berufen. Sie wurde 1936 auf Weisung des Ministeriums in den Ruhestand versetzt und starb wenige Monate später im Alter von 66 Jahren.

## Limnologische Forschung

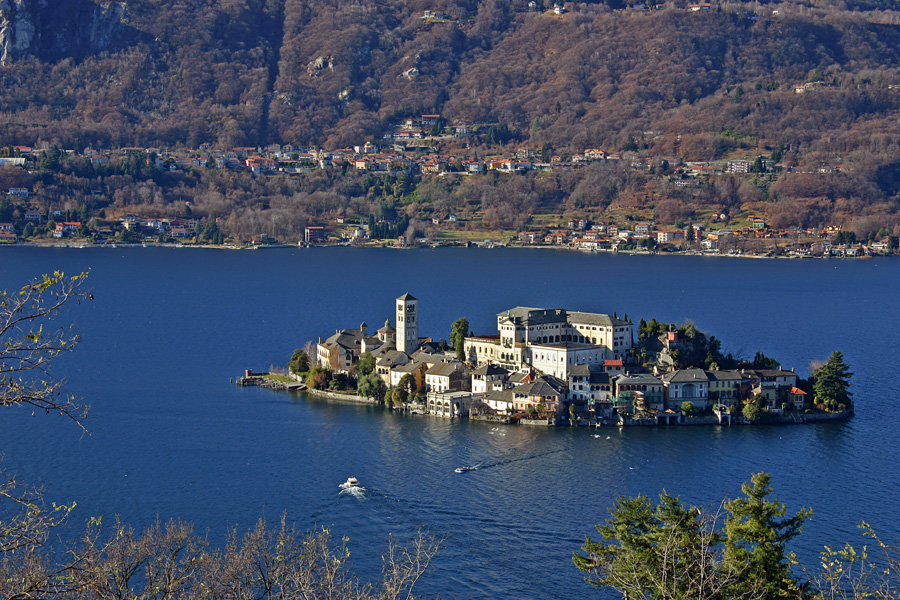
Blick auf den Ortasee mit der Insel San Giulio, 2007

Während der Zeit des Ersten Weltkriegs begann Monti sich mit der Limnologie italienischer Seen des Aostatals und des Veltlins sowie der allmählichen Besiedlung der Alpenseen zu beschäftigen. Als Schülerin des Zoologen Pietro Pavesi, der als Erster in Italien einen systematischen und analytischen Ansatz für diese Art von Studien entwickelt hatte, wurde sie innerhalb weniger Jahre zu einer international anerkannten Expertin für hochgelegene Seen. Sie stellte Überlegungen an nach dem Ursprung der biologischen Gemeinschaften, erstellte Inventare der biologischen Zusammensetzung von Seen und beschrieb einige neue Arten, darunter zwei Süßwassermilben. Sie dokumentierte, dass das Plankton in dem Ortasee durch industrielle Verschmutzung zerstört wurde. Für ihre Beobachtungen auf den Seen benutzte Monti ein Boot, welches speziell für Probenentnahmen in der Pietro Baglietto-Werft in Varazze gebaut worden war.
Ihre Veröffentlichungen befassten sich mit dem Nervensystem wirbelloser Tiere, dem Winterschlaf, den Problemen der Regeneration, der vergleichenden Limnologie italienischer Seen und der allmählichen Besiedlung alpiner Seen, den Phänomenen der Variabilität der Arten in Bezug auf die Umwelt und der Genetik. Sie veröffentlichte über 100 Publikationen und gilt als eine der Pionierinnen der Limnologie.

## Ehrungen
- Der Lago Monti, ein permanent zugefrorener See in der Terra-Nova-Bucht, der 1988 während einer italienischen wissenschaftlichen Expedition in der Antarktis entdeckt wurde, ist Rina Monti gewidmet.[6]
- 2013 wurde in Pavia die „Via Rina Monti Stella“ nach ihr benannt.
- 2015 wurde das Istituto Comprensivo Di Pallanza nach Rina Monti Stella benannt.[7]

## Veröffentlichungen (Auswahl)
- Ricerche microscopiche sul sistema nervoso degli insetti. In: Rendiconti R. Istituto lombardo di scienze e lettere, s. 2, XXV, 1892, S. 533–540.
- Ricerche microscopiche sul sistema nervoso degli insetti. In: Bollettino scientifico, XV, 1893, S. 105–122 und XVI, 1894, S. 6–17.
- Ricerche anatomocomparative sulla minuta innervazione degli organi trofici nei cranioti inferiori. Torino 1898.